# Icelus euryops
Icelus euryops és una espècie de peix pertanyent a la família dels còtids.

## Descripció
- Fa 15 cm de llargària màxima.[5]

## Hàbitat
És un peix marí i batidemersal que viu entre 199 i 749 m de fondària.

## Distribució geogràfica
Es troba al Pacífic nord: el mar de Bering i Bristol Bay (Alaska).

## Observacions
És inofensiu per als humans.